# سارق (فیلم ۱۳۵۴)
سارق فیلمی به کارگردانی و نویسندگی محمدکریم رکنی محصول سال ۱۳۵۴ است.

## خلاصه داستان
مسلم، پس از آزاد شدن از زندان، با دوستانش عباس جن‌گیر و تقی تماس می‌گیرد...

## بازیگران
- منوچهر وثوق
- هاله
- علی میری
- سالومه
- اکبر جنتی شیرازی
- محمود تهرانی
- خشایار
- نریمان شیری فرد
- علی آزاد
- هما بختیار
- احمد معینی